# 叶君健
叶君健（1914年—1999年1月5日），男，湖北黄安人，中国翻译家，作家，中国民主同盟盟员。曾翻译安徒生等外国作家儿童文学作品，创作有土地三部曲（火花、自由、曙光）、寂静的群山三部曲、《叶君健童话集》等。通晓英语、世界语、丹麦语等十三种外语。

## 生平
叶君健是湖北黄安县八里湾镇人。1936年毕业于国立武汉大学外文系，后在重庆大学、中央大学以及复旦大学任教。1944年赴英国宣传中国抗战情况，后来在剑桥大学皇家学院研究欧洲文学，1949年回国。